# Sluten central orundad vokal
Sluten central orundad vokal är ett språkljud. I internationella fonetiska alfabetet skrivs det med tecknet [ɨ]. /ɨ/ som [fonem] förekommer i många amerikanska språk och kan då stå i kontrast till både /i/ och /u/. Ljudet förekommer i vissa varianter av svenska och kallas där "Viby-i" eller "Lidingö-i", med hänvisning till ett par av orterna där det kan påträffas.